# 航天飞机雷达地形测量任务
航天飞机雷达地形测量任务（英語：Shuttle Radar Topography Mission，简称 SRTM）是一个使用NASA的航天数据构建的DEM数据集。被GIS和测绘等领域广泛使用。

## 数据构成
航天飞机雷达地形测量任务数据集分为SRTM3和SRTM1两套数据集，分别对应3弧秒和1弧秒的间隔。但SRTM1仅在美国范围内提供。该数据集基于WGS84坐标系，并基于GeoTiff和ASCII两种格式发布。

## 使用了SRTM项目
- 谷歌地球
- OpenTopoMap

### 脚注
1. ↑  .   [2021-02-27]. （原始内容存档于2021-05-06）.

### 外链
- CGIAR-CSI SRTM – SRTM 90m DEM Digital Elevation Database （页面存档备份，存于）